# Patsy Garrett
Virginia "Patsy" Garrett, född 4 maj 1921 i Atlantic City i New Jersey, död 8 januari 2015 i Indio i Kalifornien, var en amerikansk skådespelerska och sångerska. Hon spelade bland annat rollen som Mary Gruber i de två första Benji-filmerna från 1974, respektive 1977.

## Filmografi

### Filmer
- 1962 – Dr. Chapmans rapport
- 1964 – En man för Eva
- 1967 – Skilsmässa på amerikanska
- 1969 – Trassel med brudar
- 1973 – Wicked, Wicked
- 1974 – Sista vittnet
- 1974 – Benji – alla tiders hjälte
- 1977 – Benji på nya äventyr
- 1991 – Mississippi Masala